# Pseudopsallus plagiatus
Pseudopsallus plagiatus är en insektsart som först beskrevs av Knight 1968.  Pseudopsallus plagiatus ingår i släktet Pseudopsallus och familjen ängsskinnbaggar. Inga underarter finns listade i Catalogue of Life.